# Galiniera myrtoides
Galiniera myrtoides är en måreväxtart som beskrevs av Anne-Marie Homolle. Galiniera myrtoides ingår i släktet Galiniera och familjen måreväxter.
Artens utbredningsområde är Madagaskar. Inga underarter finns listade i Catalogue of Life.